# Rivière Rouge (Mississippi)
Pour les articles homonymes, voir Rivière Rouge.
La rivière Rouge (en anglais : Red River), parfois appelée la rivière Rouge du Sud, est une rivière des États-Unis et un des principaux affluents du fleuve Mississippi. Son nom vient de la couleur rouge de ses eaux. Son débit moyen est de 1 585 m3/s.

## Géographie
La rivière Rouge prend naissance dans le Texas Panhandle, où son cours supérieur est constitué de trois branches nommées respectivement North Fork Red River, Salt Fork Red River et Prairie Dog Town Fork of the Red River et coule en direction de l'est. Elle sert alors de frontière entre l'Oklahoma et le Texas et brièvement entre le Texas et l'Arkansas. Peu après être entrée dans l'Arkansas, elle bifurque brutalement vers le sud et se dirige vers la Louisiane où elle arrose les villes de Shreveport et Alexandria pour finalement se jeter dans le Mississippi et son principal défluent l'Atchafalaya, après avoir parcouru 2 189 km. La couleur rouge de ses eaux provient de l'argile rouge des terres arables que traversent la rivière et ses affluents.

## Histoire
En 1714, Louis Juchereau de Saint-Denis emprunta la rivière Rouge afin d'étendre l'influence française de la Nouvelle-France vers l'Ouest, et fonder le fort des Natchitoches ou fort Saint-Jean-Baptiste. Dans les années 1730, on y produit un peu de tabac. Natchitoches.
En 1788, un poste de traite fut établi par le trappeur et coureur de bois François Grappe sur le site de l'actuelle ville de Campti sur la rivière Rouge au niveau d'un portage obligé en raison d'un important barrage naturel fait de troncs d'arbres et de sédiments.
Louis Barthélemy Rachal reçoit des terres des Espagnols en 1780, et bâtit la plantation Beaufort, qu'il vendra aux enchères à Narcisse Purdhomme, dont le fils aura cent esclaves avant la guerre de Sécession. Sa nièce Louise Lambre a une dot de 25 000 francs et épouse à Natchitoches François Ruelle, un officier de Napoléon venu de Serres (Isère) qui fonde ensuite une grande plantation de café en 1819 dans la province de Matanzas, à Cuba avec la dot de Louise.
Marie Thérèse Metoyer, dite "Coincoin" (1742-1816), employée chez le planteur français Thomas-Pierre Metoyer dont le fils Louis Metoyer exploite en 1796 la plantation de coton Yucca, l'une des plus grandes de la région, renommée plantation Melrose. Plusieurs "personnes de couleur", venues de La Nouvelle-Orléans et de Saint-Domingue, s'installent dans l'île Brevelle, du nom d'un trappeur canadien.
La population de Natchitoches passe de 756 habitants en 1785 à 2 870 en 1810, dont 1 476 esclaves, puis à 7 486 personnes dont 2 326 esclaves en 1820. Dès 1814, la Red River compte 12 000 habitants en tout. Sur la rivière Amite, affluent de la Cane River, des Français, dont Philippe Valmet, cultivent le coton dans « La colonie française », appelée également la « Côte Joyeuse ». En 1802, la Louisiane compte 75 plantations de sucre qui produisent de 4 à 8 millions de livres.
Plus à l'est, vers le confluent avec le Mississippi, les plantations de sucre dominent avec d'autres réfugiés français de Saint-Domingue en Amérique.

### Source
L'embranchement sud de la rivière Rouge se nomme communément la Prairie Dog Town Fork. Il se forme dans le comté de Randall (Texas) à la confluence de deux cours d'eau qui coulent de manière discontinue : le Palo Duro Creek et le Tierra Blanca Creek (ces noms signifient respectivement en espagnol : bois dur et terre blanche).
La rivière Prairie Dog Town Fork coule suivant une direction est-sud-est à travers les gorges du Palo Duro Canyon situé dans le parc d'État du même nom à une altitude de 1 050 m, puis passe à Newlin (Texas) pour rejoindre la frontière Texas-Oklahoma. À partir d'ici il prend le nom de Rivière Rouge avant même qu'il n'ait été rejoint par la branche nord de la rivière Rouge (North Fork Red River en anglais).

### Bassin versant
La rivière Rouge draine une surface de 241 388 km2, équivalent à 44 % de la superficie de la France métropolitaine. Son bassin versant occupe le nord du Texas et de la Louisiane ainsi que le sud de l'Oklahoma et de l'Arkansas. La tranche d'eau écoulée annuellement dans l'ensemble de son bassin versant est de 207 mm, valeur inférieure à celle du bassin versant de la rivière Ohio (447 mm/an) mais nettement supérieure à celle des bassins versants des rivières coulant plus au nord dans les Grandes Plaines telles que la Canadian River (32 mm/an) ou la Platte (30 mm/an). En effet si le tiers oriental du bassin versant de la rivière Rouge bénéficie d'un climat continental semi-aride, les deux tiers occidentaux bénéficient au contraire d'un climat subtropical humide. Les précipitations varient ainsi de 500 mm/an dans le Texas Panhandle à 1 200 mm/an dans le nord de la Louisiane.

### Débit
Le débit moyen de la rivière Rouge à son embouchure est de 1 585 m3/s, ce qui le classe à la troisième place des affluents du Mississippi derrière l'Ohio (7 957 m3/s) et le Missouri (2 300 m3/s). Il contribue pour environ 8 % au débit total du fleuve.
Le débit de la rivière Rouge a été observé sur une période de 55 ans à Alexandria en Louisiane avant qu'elle ne soit rejointe par la rivière Ouachita, le plus important de ses tributaires. La rivière présente un débit moyen de 861 m3/s à cet endroit pour une surface de bassin versant de 174 825 km2. On en déduit que la tranche d'eau écoulée annuellement dans son bassin s'y monte à 155 mm. L'hiver et le printemps correspondent à la période des hautes eaux tandis que l'été et l'automne correspondent à la période d'étiage. On observe un maximum au mois de mai, le mois ou les tornades et les violents orages sont les plus fréquents dans la Tornado Alley.

## Principaux affluents
Les principaux affluents de la rivière Rouge sont :
- Bayou de la Saline
- Ouachita
- Pease
- Sulphur
- Washita
- Wichita

## Au cinéma
- La Rivière rouge (Red River), western d'Howard Hawks (1948) avec John Wayne et Montgomery Clift